# Okse
Okser er dels en betegnelse for medlemmer af underfamilien Bovinae, dels en betegnelse for kvæg, ofte til at trække vogne.
Desuden betegnes kød af tamkvæg som oksekød.

## Eksempler
- Moskusokse
- Yakokse
- Urokse